# إدوارد دالتون شي
إدوارد دالتون شي هو سياسي كندي، ولد في 29 يونيو 1820، وتوفي في 8 يناير 1913.